# Ânkh-Mesout
Ânkh-Mesout est un prénom masculin de l'Égypte antique.
C'est le nom d'Horus, de Nebty et d'Horus d'or du pharaon Sésostris Ier.